# Chtouka-Ebene
Die Chtouka-Ebene bildet das landwirtschaftliche Zentrum der Provinz Chtouka-Aït Baha in der Region Souss-Massa im Südwesten Marokkos.

## Geografie

### Lage
Die etwa 100 bis 150 m hoch gelegene Chtouka-Ebene erstreckt sich ca. 30 bis 40 km südöstlich des Großraums Agadir-Inezgane-Aït Melloul. Nach Norden wird sie durch die Souss-Ebene begrenzt; im Süden sie geht über in die Bergwelt des westlichen Antiatlas-Gebirges. Wichtigste Stadt ist Biougra.

### Klima
Das Klima ist überwiegend warm und trocken. Der spärliche Regen (ca. 150 mm/Jahr) fällt hauptsächlich im Winterhalbjahr.

### Böden
Die Böden der Chtouka-Ebene sind grundsätzlich fruchtbar, doch leiden sie infolge des immer geringer ausfallenden Regens (ca. 150 mm/Jahr) unter zunehmender Versalzung. Die seit den 1980er Jahren betriebene Bewässerung durch Pumpen hat zu einer erheblichen Absenkung des Grundwasserspiegels geführt. Der im Jahr 1972 fertiggestellte Stausee Youssef Ben Tachfin sollte für Verbesserung sorgen, doch infolge der geringen oder sogar gänzlich ausbleibenden Regenfälle ist sein Wasserstand auf etwa ein Viertel der geplanten Staudammhöhe abgesunken. Eine im Jahr 2023 in Betrieb genommene Meerwasserentsalzungsanlage soll für Abhilfe sorgen.